# Roderich Egeler
Roderich Egeler (* 7. Mai 1950 in Obernkirchen) ist ein deutscher Volkswirt und Bundesbeamter. Er war vom 1. August 2008 bis zum 2. Oktober 2015 der neunte Präsident des Statistischen Bundesamtes und in dieser Funktion mit den Aufgaben des Bundeswahlleiters beauftragt. Er war der Nachfolger von Walter Radermacher. Sein Nachfolger, der damalige Vizepräsident des Statistischen Bundesamtes Dieter Sarreither, wurde am 2. Oktober 2015 zum zehnten Präsidenten des Statistischen Bundesamtes ernannt.

## Leben
Egeler studierte von 1972 bis 1978 Volkswirtschaftslehre an den Universitäten Bonn und Köln. Danach war er bis 1992 Referent, Referatsleiter und Abteilungsleiter im Bundesamt für Zivilschutz, mit Schwerpunkt Katastrophenschutz und Haushalt.
1991/1993 wurde er Referent im Haushaltsreferat des Bundesministeriums des Innern und im Mai 1993 Leiter des Beschaffungsamtes des Bundesministeriums des Innern.
Roderich Egeler ist Mitglied der CDU und lebt in Sankt Augustin.
2009 erlangte er größere Bekanntheit, nachdem der Bundeswahlausschuss am 6. August 2009 unter seinem Vorsitz die von vier politischen Gruppierungen (Freie Union, Die PARTEI, Die Grauen, BPA – Die Bürgerpartei für „alle“) eingereichten Beschwerden gegen Entscheidungen von Landeswahlausschüssen über die Zurückweisung von Landeslisten zur Bundestagswahl 2009 wegen fehlender Parteieigenschaften im Sinne des Bundeswahlgesetzes oder aufgrund von Formfehlern zurückwies. Die Entscheidung fiel im Fall von Die PARTEI und Die Grauen einstimmig, im Fall der Freien Union stimmten vier Beisitzer des neunköpfigen Ausschusses gegen die Entscheidung. Die Begründungen zu diesen Entscheidungen, die Entscheidungen selbst und das Verhalten Egelers während des Beschwerdeverfahrens führten zu Kritik durch Teile der bundesdeutschen Medien und mehrere Parteienrechtsexperten. Das Bundesverfassungsgericht wies die Anträge der Grauen und der PARTEI zur Aufhebung der Beschlüsse des Bundeswahlausschusses als unzulässig zurück. Die Antragsteller wurden auf die Möglichkeit der Wahlprüfungsbeschwerde nach der Wahl verwiesen. Am 6. Dezember 2010 erhob Die PARTEI eine Wahlprüfungsbeschwerde zum Bundesverfassungsgericht, die am 12. April 2011 als unzulässig verworfen wurde (2 BvC 12/10).